# Colynshof

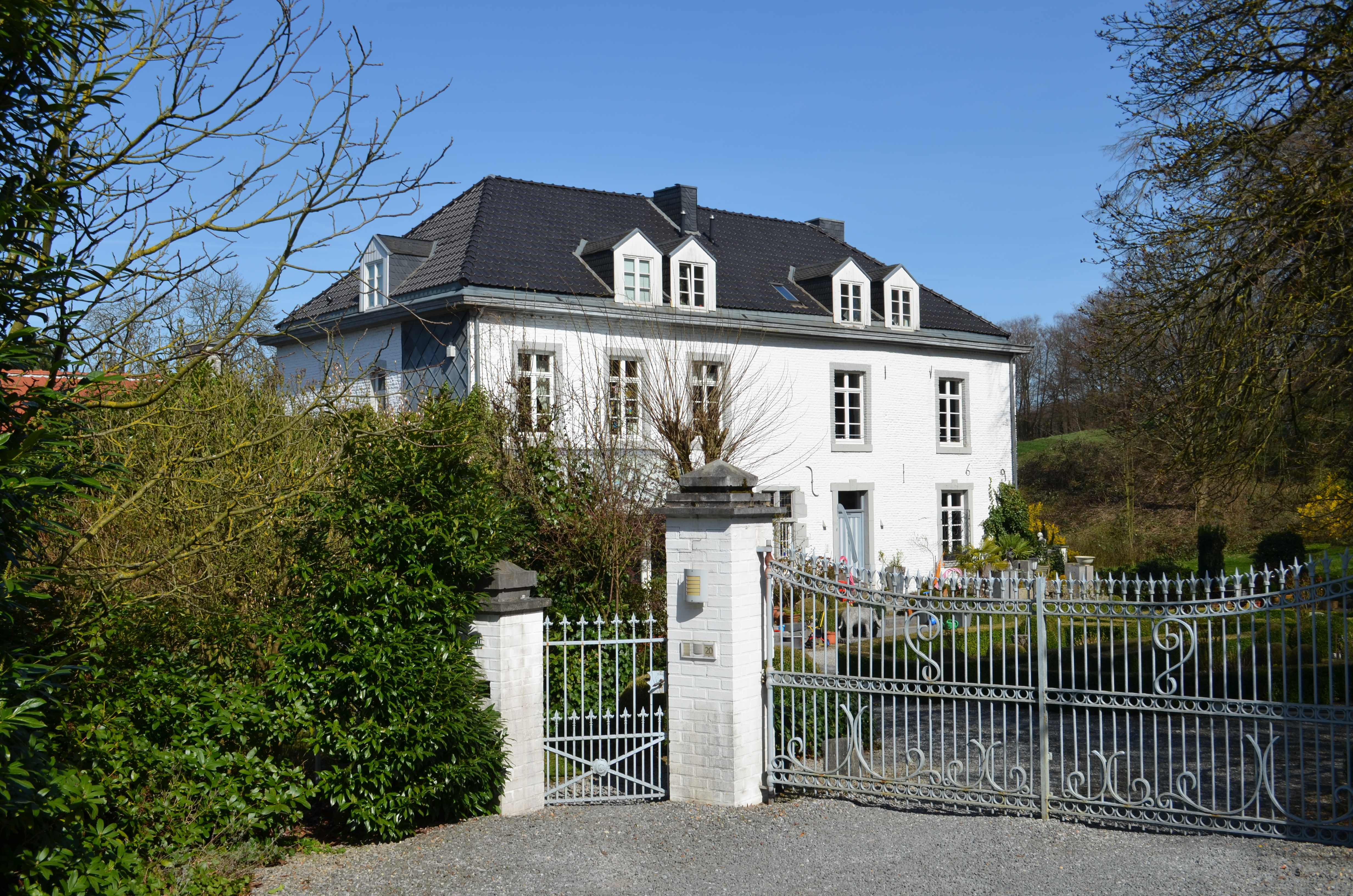
Das Herrenhaus des Colynshofes, Ansicht von Südwesten

Der Colynshof ist ein ehemaliger Gutshof am südlichen Stadtrand von Aachen in der sogenannten Aachener Heide. Die früher stark befestigte Anlage gehörte zu einer Gruppe von spätmittelalterlichen Herrensitzen im Umfeld der Reichsstadt. Mehrfach um- und ausgebaut, kam sie Anfang des 20. Jahrhunderts in städtischen Besitz. Nach einer Instandsetzung des Bauensembles um das Jahr 2000 werden die Gebäude heute als Wohnungen genutzt. Sie können nicht besichtigt werden.
Der gesamte Komplex ist 1984 in die Liste der Baudenkmäler der Stadt Aachen aufgenommen worden und steht somit unter Denkmalschutz.

## Beschreibung

### Lage
Der Colynshof steht in der Aachener Heide, südwestlich des Stadtkerns von Aachen, unterhalb der Quelle des Paubachs. Die Gebäude liegen in den Grünanlagen, die den Paubach begleiten. Nur wenige Meter weiter östlich steht heute die Jugendherberge Colynshof, die ihren Namen von dem benachbarten Gutshof erhielt.

### Namensherkunft und -varianten
Colin oder Colyn ist eine bekannte Aachener Familie, aus deren Reihen seit dem 15. Jahrhundert mehrfach der Bürgermeister der Reichsstadt Aachen gestellt wurde. Spätestens zu Beginn des 16. Jahrhunderts gelangte das gesamte Anwesen an diese Ratsfamilie, nach der das Anwesen nachfolgend benannt wurde.
1632 wurde der Hof erstmals schriftlich erwähnt („Colyn auff seinem Hauß in der Heyden“). In späteren Dokumenten wird er Kohlenshoff (1693) und Collinshof (1850) genannt. Auf dem betreffenden Blatt der Tranchotkarte von 1805/1807 ist das Anwesen als Kolyns Hof aufgeführt.

### Baubestand
Von der ehemals größeren Gesamtanlage sind das Herrenhaus, ein Blausteinportal, Teile der Umfassungsmauer und Gebäude des Wirtschaftshofes mit zwei runden Ecktürmen erhalten. Das Anwesen war früher durch einen Wassergraben geschützt, der vom vorbeifließenden Paubach gespeist wurde. Von ihm sind aber nur noch geringe Reste vorhanden, denn er war schon im ersten Viertel des 20. Jahrhunderts ausgetrocknet und eingeebnet.

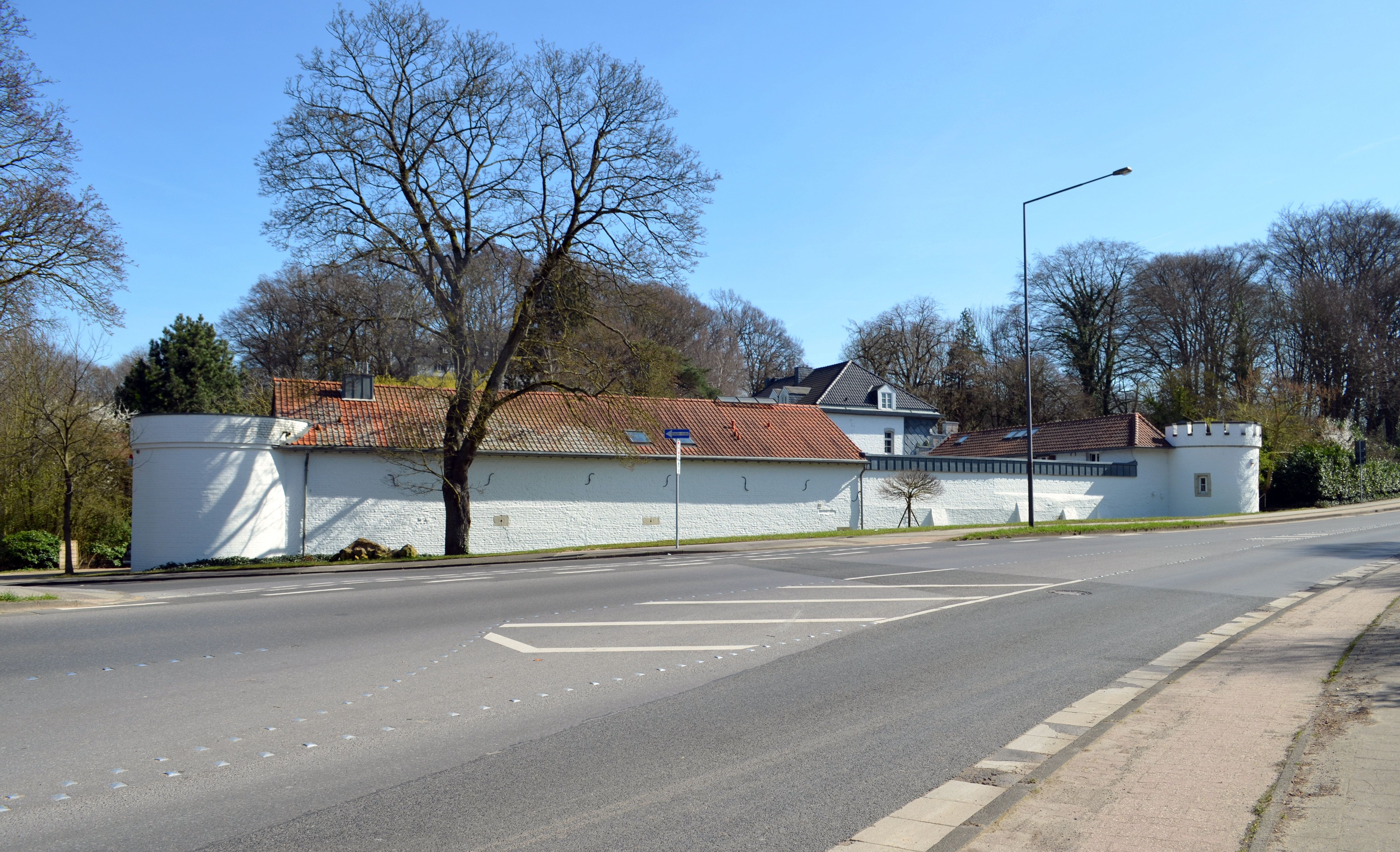
Die Wirtschaftsgebäude mit den beiden runden Ecktürmen

Das Herrenhaus ist ein zweigeschossiger, gekälkter Backsteinbau mit pfannengedecktem Walmdach aus der zweiten Hälfte des 18. Jahrhunderts. Seine einstigen Kreuzstockfenster sind heute durch Sprossenfenster mit Hausteinfassung ersetzt. Maueranker in Form der Ziffern 1, 6 und 9 (mit einer Lücke zwischen der 1 und der 6, die durch eine 5 gefüllt werden kann) zeugen von Bauarbeiten im 16. Jahrhundert. Im Inneren sind zwei mächtige Kamine aus dem 16. Jahrhundert und klassizistische Stuckverzierungen im Obergeschoss erhalten.
Der Südwest-Ecke des Herrenhauses schließt sich ein rundbogiges Portal aus Blaustein an. Seine Inschrift im Keilstein berichtet vom Jahr der Errichtung: A[NNO] 1675 S[ANCTA] URSULA. Das Portal besitzt eine gequaderte Fassung und einen rechteckigen Rahmen für die Aufnahme einer nicht mehr vorhandenen Zugbrücke. In seinem unteren Bereich sind noch Schießscharten erhalten.
Westlich des Herrenhauses stehen die ehemaligen Wirtschaftsgebäude, deren Nord- und Südecke mit Rundtürmen besetzt sind. Der nördliche Turm ist eine Rekonstruktion, während der südliche noch aus historischer Bausubstanz besteht. Lediglich sein Zinnenkranz ist erneuert.

## Geschichte

### Bewohner und Besitzer
Der Erbauer und damit erster Besitzer des Gutes ist unbekannt. Spätestens zu Beginn des 16. Jahrhunderts gelangte es an die Familie Colyn, deren Besitz es auch im 17. Jahrhundert noch war, da Bonifacius Colyn nach seiner Rückkehr aus der Reichsacht nach 1602 seinen Lebensabend auf dem Hof bei seiner dort lebenden Tochter verbrachte. Nach 1632 veräußerte der letzte Hofbesitzer aus der Familie Colyn das Anwesen an das Ehepaar Heinrich und Petronella a Campo, ehe es am 30. Juli 1672 Paulus von Rimburg und seine Frau Maria Buvy erwarben. Diese waren jedoch nur Strohmänner für die Aachener Ursulinen, die sich somit den Gutshof aneigneten, obwohl es Aachener Bürgern zu jener Zeit verboten war, im Aachener Reich gelegene Güter an geistliche Institutionen zu verkaufen. Dem Orden folgte 1768 die Frau des Bürgermeisters von Broich als Eigentümerin.
Nach häufigen Wechseln der Eigentümer im 19. Jahrhundert, darunter 1820 ein Herr Rispaud-Dugnebelle, beschloss die Aachener Stadtverordnetenversammlung am 3. Februar 1905 den Ankauf des Gutes durch die Stadt. Sie richtete dort eine Tageserholungsstätte für Kinder ein (Eröffnung am 27. Juni 1921), die nach Erweiterung und Umbau ab dem 2. Juni 1923 als Kinderheim in Benutzung war. Später wurde die städtische Jugendherberge in den Colynshof verlegt, die dort am 5. Juli 1932 Eröffnung feierte.
Am 17. Februar 1998 trennte sich die Stadt Aachen von dem im Zweiten Weltkrieg teilweise zerstörten Anwesen. Es ist heute Privateigentum mehrerer Parteien, die das Anwesen nach Umbau als Wohnsitz nutzen.

### Baugeschichte
Ergebnisse von bauhistorischen Untersuchungen zeigen, dass das Herrenhaus des Colynshofs der Nachfolgebau eines vor 1400 errichteten Gebäudes aus schiefrigem Bruchsteinmauerwerk mit gelblichem Mörtel ist. Im 15. Jahrhundert wurde dieses Ursprungsgebäude durch einen Fachwerkbau mit einem Gewölbekeller ersetzt. Reste der Bausubstanz aus dieser zweiten Bauphase finden sich heute noch in einigen Innenwänden wieder. Später erfolgte noch der Einbau einer großen Doppelkaminanlage. Weitere Veränderungen folgten vermutlich im 16. Jahrhundert, als das bestehende Haus um einen Backsteinanbau an der Westseite erweitert wurde. Die erhaltenen Maueranker an der Südfassade des Hauses in Form von Ziffern deuten darauf hin, dass dies möglicherweise 1569 geschah. Später wurde der ganze Bau durch eine Ziegelwand genau in der Mitte geteilt. Wann dies stattfand, ist jedoch unbekannt. Vielleicht erfolgte diese Veränderung wegen einer komplizierten Erbteilung, in Folge derer der Bau genau in der Mitte geteilt werden musste.
Als der Colynshof Eigentum des Aachener Ursulinenklosters war, ließen die Nonnen ein Tor neben dem Herrenhaus errichten. Wahrscheinlich nach dem Besitzerwechsel von 1768 erfolgte in der zweiten Hälfte des 18. Jahrhunderts ein neuerlicher Umbau, bei dem das Gebäude aufgestockt wurde und ein einheitliches Walmdach erhielt.
Im Zweiten Weltkrieg wurde das Anwesen zum Teil zerstört, darunter auch das durch die städtische Jugendherberge genutzte Gebäude. Als Ersatz wurde in den 1950er Jahren ein Neubau etwas östlich des Gutshofs errichtet und am 3. Juli 1953 feierlich eingeweiht. Die noch erhaltene, historische Bausubstanz wurde nach dem Verkauf 1998 um das Jahr 2000 grundsaniert und in Wohnungen umgewandelt.